# آشوت میناسیان
آشوت میناسیان (ارمنی: Աշոտ Մինասյան؛ زادهٔ ۱۸۹۲ - درگذشته ۱۹۴۵) مقاله‌نویس و مترجم ارمنی‌تبار اهل ایران بود.

## زندگی‌نامه
آشوت میناسیان در سال ۱۸۹۲ میلادی (۱۲۷۱ خورشیدی) در تبریز به دنیا آمد. تحصیلات ابتدائی را در مدارس ارامنه مراغه و تبریز و دوره متوسطه را در دبیرستان مرکزی تبریز گذراند. از سال‌های کودکی علاقه خاصی به فعالیت‌های فرهنگی داشت و در همان سال‌ها با گروهی از دانش آموزان، «ماهنامه دانش‌آموزی سخن» را به صورت دست خط به چاپ رساند.
از سال ۱۹۸۰–۱۹۴۰ (۱۳۵۹–۱۳۱۹) به فعالیت در زمینه ترجمه پرداخت و نمونه‌هایی از شعر فارسی را به زبان ارمنی ترجمه نمود و در مجلات داخل و خارج از کشور به چاپ رساند. از دوران جوانی به تحقیق دربارهٔ اشعار حافظ و خیام پرداخت و در سال ۱۹۷۱ (۱۳۵۰) تعدادی از غزل‌های حافظ به ترجمه وی در ماهنامه هور به چاپ رسید. در سال ۱۹۷۲ (۱۳۵۱) ترجمه حدود ۵۰ غزل حافظ همراه با تحقیقات وی در ماهنامه هور منتشر شد که با استقبال بسیاری روبرو شد. وی پس از آن به تحقیق در اشعار خیام پرداخت که این کار مدت ۴ سال طول کشید.
آشوت میناسیان همچنین تعداد بسیاری از اشعار ۶۰ شاعر فارسی گوی را به ارمنی برگردانده است که از آن جمله می‌توان به میرزا صادق حکیم، ایرج میرزا، علی‌اکبر دهخدا، عارف قزوینی، ملک الشعرای بهار، پروین اعتصامی، سیمین بهبهانی، احمد شاملو، هوشنگ ابتهاج، فروغ فرخزاد و دیگران اشاره مرد. تعدادی از ترجمه‌های وی در روزنامه آلیک، مجله هور و روزنامه ورادزنوند و همچنین روزنامه‌های ارمنی زبان اروپا و آمریکا به چاپ رسیده‌اند.
وی به جز ترجمه به مقاله‌نویسی هم می‌پرداخت. نقدهای ادبی، خاطرات و تحقیقات وی بارها به چاپ رسیده‌اند.
آشوت میناسیان در سال ۱۹۴۵ (۱۳۲۴) به همراه آریس برخورداریان «انجمن میوتیون» (همبستگی) را تأسیس نمود. وی در سال ۱۹۸۲ (۱۳۶۱) درگذشت.